# Wilhelm Kuhnert

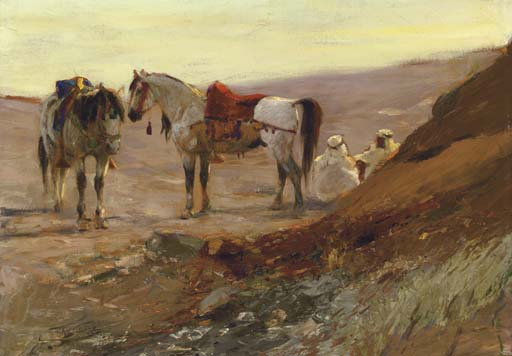
Rast i öknen (1907).

Friedrich Wilhelm Kuhnert, född 18 september 1865 i Oppeln, provinsen Schlesien, död 11 februari 1926 i Flims, Schweiz, var en tysk djurmålare.
Kuhnert gjorde långvariga resor, särskilt i tropikerna, och studerade djurens liv och utseende direkt i naturen, vilket bidrog till att göra hans målningar, teckningar och etsningar betydelsefulla. En katalog över dessa utgavs 1927. Kuhnert utgav Farbige Tierbilder (1911), Animal portraiture (1913), Im Land meiner Modelle (1918) samt Meine Tiere (1925). Hans illustrationer upptogs i Alfred Brehms Om Djurens Liv.